# Б'янка Хеммет
Б'янка Хеммет (англ. Bianca Hammett, 12 вересня 1990) — австралійська синхронна плавчиня.
Учасниця Олімпійських Ігор 2012, 2016 років, де в групових вправах її збірна посіла 8-ме місце.